# Rosenrod
Rosenrod (Rhodiola) er en planteslægt, der indeholder følgende arter:
| Arter |

- Almindelig Rosenrod (Rhodiola rosea)
- Rhodiola kirilowii